# セアオマイコドリ属
セアオマイコドリ属（学名 : Chiroxiphia）とは、タイランチョウ小目マイコドリ科に属する種である。

## 分布
中央アメリカ、南米に分布している。

## 生態
メスが来るとオスはメスにプロポーズするために、師弟関係の２羽が息を合わせ揃えてメスの反応を見ながら、シーソーやチョウなど個性的なダンスをして誘き寄せる。プロポーズに成功しても１羽（師匠）だけカップルが成立し、 弟子である１羽は、師匠になるまで数年間練習するのである。

## 種
- Chiroxiphia linearis, Long‐tailed Manakin, オナガセアオマイコドリ
- Chiroxiphia lanceolata, Lance‐tailed Manakin, ハリオセアオマイコドリ
- Chiroxiphia pareola, Blue‐backed Manakin, セアオマイコドリ
- Chiroxiphia boliviana, Yungas Manakin, ボリビアセアオマイコドリ
- Chiroxiphia caudata, Blue Manakin, エンビセアオマイコドリ